# Tákis Theodorikákos
Panayiótis « Tákis » Theodorikákos (en grec moderne : Παναγιώτης «Τάκης» Θεοδωρικάκος), né le 27 décembre 1964 à Keratsíni, est un homme politique grec membre de la Nouvelle Démocratie (ND).
Il est ministre de l'Intérieur de 2019 à 2021, puis ministre de la Protection du citoyen de 2021 à 2023.